# Mérigon
Mérigon é uma comuna francesa na região administrativa de Occitânia, no departamento de Ariège. Em 2010 a comuna tinha 117 habitantes (densidade: 18,5 hab./km²).